# Meriones
A Meriones az emlősök (Mammalia) osztályának a rágcsálók (Rodentia) rendjébe, ezen belül az egérfélék (Muridae) családjába tartozó nem.

## Rendszerezés
A nembe az alábbi 4 alnem és 17 faj tartozik:
- Meriones Illiger, 1811
  - Tamariszkusz versenyegér (Meriones tamariscinus) Pallas, 1773 – típusfaj
- Pallasiomys Heptner, 1933
  - Meriones arimalius Cheesman & Hinton, 1924
  - Cheng-versenyegér (Meriones chengi) Wang, 1964
  - nagy versenyegér (Meriones crassus) Sundevall, 1842
  - Meriones dahli Shidlovsky, 1962
  - Meriones grandis Cabrera, 1907 - korábban Meriones shawi-nak tekintették
  - sivatagi versenyegér (Meriones libycus) Lichtenstein, 1823
  - homoki versenyegér (Meriones meridianus) Pallas, 1773
  - Meriones sacramenti Thomas, 1922
  - Shaw-versenyegér (Meriones shawi) Duvernoy, 1842
  - Tristram-versenyegér (Meriones tristrami) Thomas, 1892
  - mongol futóegér vagy más néven mongol versenyegér (Meriones unguiculatus) Milne-Edwards, 1867
  - Vinogradov-versenyegér (Meriones vinogradovi) Heptner, 1931
  - Meriones zarudnyi Heptner, 1937
- Cheliones Thomas, 1919
  - indiai versenyegér (Meriones hurrianae) Jordon, 1867
- Parameriones Heptner, 1937
  - perzsa versenyegér (Meriones persicus) Blanford, 1875
  - Meriones rex Yerbury & Thomas, 1895